# Asperula xylorrhiza
Asperula xylorrhiza är en måreväxtart som beskrevs av Nábelek. Asperula xylorrhiza ingår i släktet färgmåror, och familjen måreväxter. Inga underarter finns listade i Catalogue of Life.